# ホモウシオス
ホモウシオス (ὁμοούσιος、homoousios)、またはホモウシオン、（古代ギリシア語: ὁμοούσιον、英語: Homoousion）はキリスト教の神学用語で、ニカイア信条 (325年) で最もよく使われ、イエス（子なる神）を父なる神と（ホモウーシオン　トゥ　パトリ　ὁμοούσιον τῷ Πατρί）「存在において同一」または「本質において同一」と表現している。
同じ用語は後に聖霊にも適用され、聖霊が父と子と「本質において同一」であることを示すために使われた。これらの概念はニカイアキリスト教の神学の基礎となり、三位一体の神学の理解における最も重要な神学概念の一つである。

## 用語
「ホモウシオス」(ὁμοούσιος、homoousios) の対格形である「ホモウシオン」(ὁμοούσιον、'consubstantial') という用語は、キリストの存在論を明確にするために、第1ニカイア公会議 (325年) で採用された。この用語は、ギリシャ語の原語から他の言語に翻訳された。ラテン語には動詞「to be」の現在分詞がないため、対応する二つの主な変種が発生することになった。アリストテレスの用語 ウーシア ousia  は、ラテン語で essentia (本質) または substantia (実体) と翻訳されることが一般的であったため、ギリシャ語の ホモウーシオス homoousios は、ラテン語で coessentialis または consubstantialis と翻訳され、英語の用語 coessential および consubstantial が生まれた。現代の学者の中には、「同本質的」homoousios は「共本質的」 coessential と訳すのが適切であり、「同本質的」consubstantial はより広い意味の範囲を持つと言う人もいる。祈祷書では、この用語を「父なる神と同じ、一つの実体であること」と訳している。
「ホモウシオス」ὁμοούσιος (「同本質的」)からは、神学用語の「ホモウシオティス」ὁμοουσιότης (「同本質性」)も派生した。これは、アレクサンドリアのディデュモス (Didymus the Blind) や他の神学者などのギリシャ語圏の著者によって使用された。